# Гуманітарні науки
Гуманітарні науки — галузі досліджень, предметом яких є людина як суспільна (культурна, моральна, духовна) істота та все нею створене.
Гуманітарні науки — група академічних дисциплін, об'єднаних прагненням до вивчення таких аспектів людського буття та якісних підходів, які взагалі не припускають єдиної парадигми, що визначає будь-яку наукову дисципліну. Гуманітарні науки зазвичай відрізняють від соціальних і природничих наук і включають до них такі предмети як мова, література, музика, філософія, виконавські види мистецтва, релігія й образотворче мистецтво. Інші суміжні дисципліни, що іноді зараховують до гуманітарних наук: археологія, краєзнавство, культурологія й історія, хоч вони частіше розцінюються як соціальні науки.
У гуманітарних науках, якщо і важлива точність, наприклад опису історичної події, то ще більш важлива ясність розуміння.
На відміну від природничих наук, де переважають суб'єкт-об'єктні відносини, в гуманітарних науках мова йде переважно про суб'єкт-суб'єктні відносини (у зв'язку з чим постулюється необхідність інтерсуб'єктивності відносин, діалогу, спілкування з іншим).
Науки, що вивчають людину, використовуючи емпіричні дослідження та кількісні методи, називаються науки про людину (англ. human science).

## Історія
Гуманітарні науки починають складатися в університетські дисципліни тільки в XIX столітті. У цей час комплекс т. з. гуманітарних дисциплін об'єднується під назвою «науки про дух» (Geisteswissenschaften). Вперше поняття «науки про дух» зустрічається в перекладі роботи Дж. Ст. Мілля (переклад виразу «moral science»), але деякі німецькі дослідники вважають, що формування цього поняття почалося ще до перекладу Шиля. Широке вживання поняття «науки про дух» набуває завдяки роботі В. Дільтея «Введення в науки про дух» («Einleitung in die Geisteswissenschaften», 1883), в якій проводиться обґрунтування методологічних принципів «наук про дух». Дільтей в своїх роботах розглядає ряд питань, що лежать в основі «наук про дух» (напр., Історичність цих наук, їх мовна природа, а також проблеми переживання і розуміння). На самому початку «Введення в науки про дух» він зазначав, що якщо до початку XVIII ст. над науками про суспільство і історії тяжіла метафізика, то вже з середини цього ж століття вони потрапили в настільки ж безвихідне підпорядкування до природничих наук.

## Основні напрямки
- Класика — класична античність
- Філософія
- Мови
- Література
- Релігія
  - Теологія
  - Релігієзнавство
- Мистецтво
  - Музика
  - Танці
  - Образотворче мистецтво
  - Живопис
  - Мистецтвознавство
- Історія
  - Історія гуманітарних наук
- Археологія
- Етнографія
- Краєзнавство
- Культурологія
- Міфологія